# Ivan Coronini-Kronberg
Ivan Coronini-Kronberg, né le 16 novembre 1794 à Goritz, mort le 26 juillet 1880, est un Feldzeugmeister autrichien et gouverneur du Voïvodat de Serbie et du Banat de Tamiš de 1851 à 1859. Il fut ban de Croatie du 28 juillet 1859 au 19 juin 1860